# David Cárcamo
David Cárcamo (Honduras, 2 de agosto de 1970) é um ex-futebolista hondurenho que atuava como defensor.

## Carreira
David Cárcamo integrou a Seleção Hondurenha de Futebol na Copa América de 2001.

## Títulos
Seleção Hondurenha
- Copa América de 2001: 3º Lugar